# (288961) Stasysgirėnas
(288961) Stasysgirėnas est un astéroïde de la ceinture principale.

## Description
(288961) Stasysgirėnas est un astéroïde de la ceinture principale. Il fut découvert le 12 octobre 2004 à Moletai par Kazimieras Černis et Justas Zdanavičius. Il présente une orbite caractérisée par un demi-grand axe de 2,81 UA, une excentricité de 0,18 et une inclinaison de 11,5° par rapport à l'écliptique.